# Patrick Reichelt
Patrick Gerry-Anthony Alcala Reichelt (ur. 15 czerwca 1988 w Berlinie) – filipiński piłkarz niemieckiego pochodzenia grający na pozycji napastnika w klubie Kuala Lumpur City FC.

## Kariera juniorska
Reichelt grał jako junior w TSV Rudow 1888 (1993–1995 i 2002–2004), BSV Grün Weiss Neukölln 1950 (1995–2002), Füchse Berlin Reinickendorf (2004–2006) i Nordberliner SC (2006–2007).

## Kariera seniorska

### Niemieckie kluby
Reichelt w latach 2007–2009 grał w Nordberliner SC. 1 stycznia 2010 przeniósł się do Füchse Berlin Reinickendorf. Rozegrał tam 13 meczów i strzelił 2 gole. 1 lipca 2010 trafił do rezerw Energie Cottbus. W ich barwach wystąpił 5 razy, nie zdobył żadnej bramki. 1 stycznia 2012 został zawodnikiem TSG Neustrelitz, w którego barwach zagrał tylko raz.

### Azjatyckie kluby
1 marca 2012 Reichelt przeszedł do filipińskiego Global FC. Rozegrał dla nich 16 meczów, w których strzelił 8 goli. 1 lipca 2013 przeniósł się do Singhtarua FC. W ich barwach wystąpił 15 razy i zdobył 4 bramki. 15 lutego 2014 został zawodnikiem Ceres-Negros FC. W sezonach 2017 i 2018 zdobył z nimi mistrzostwo Filipin. 22 stycznia 2019 trafił do Melaka FC, dla których to rozegrał 22 mecze i strzelił 10 goli. 1 stycznia 2020 przeniósł się do Suphanburi FC. W ich barwach wystąpił 37 razy i zdobył 5 bramek. 2 stycznia 2022 trafił do PT Prachuap FC. Rozegrał dla nich 29 meczów, w których strzelił jednego gola. 9 stycznia 2023 przeszedł do Kuala Lumpur City FC.

## Kariera reprezentacyjna

### Filipiny
Reichelt zadebiutował w reprezentacji Filipin 5 września 2012 w meczu z Kambodżą (0:0). Pierwszą bramkę zdobył 25 września 2012 w wygranym 1:0 spotkaniu przeciwko reprezentacji Guamu. W grudniu 2024 ogłosił zakończenie kariery reprezentacyjnej.

### Bramki w reprezentacji
| Lp. | Data                 | Miejsce                              | Przeciwnik      | Bramka | Rezultat | Ranga meczu                  |
| --- | -------------------- | ------------------------------------ | --------------- | ------ | -------- | ---------------------------- |
| 1.  | 25 września 2012     | Rizal Memorial Stadium, Manila       | Guam            | 1:0    | 1:0      | Puchar Pokojowy Filipin 2012 |
| 2.  | 27 września 2012     | Rizal Memorial Stadium, Manila       | Makau           | 5:0    | 5:0      | Puchar Pokojowy Filipin 2012 |
| 3.  | 15 października 2013 | Panaad Stadium, Bacolod              | Pakistan        | 1:1    | 3:1      | Puchar Pokojowy Filipin 2013 |
| 4.  | 22 maja 2014         | Hithadhoo Zone 8 Stadium, Hithadhoo  | Laos            | 2:0    | 2:0      | AFC Challenge Cup 2014       |
| 5.  | 24 maja 2014         | Stadion Narodowy, Male               | Turkmenistan    | 2:0    | 2:0      | AFC Challenge Cup 2014       |
| 6.  | 22 listopada 2014    | Stadion Narodowy Mỹ Đình, Hanoi      | Laos            | 3:1    | 4:1      | Mistrzostwa ASEAN 2014       |
| 7.  | 22 listopada 2014    | Stadion Narodowy Mỹ Đình, Hanoi      | Laos            | 4:1    | 4:1      | Mistrzostwa ASEAN 2014       |
| 8.  | 13 listopada 2018    | Panaad Stadium, Bacolod              | Singapur        | 1:0    | 1:0      | Mistrzostwa ASEAN 2018       |
| 9.  | 2 grudnia 2018       | Panaad Stadium, Bacolod              | Wietnam         | 1:1    | 1:2      | Mistrzostwa ASEAN 2018       |
| 10. | 10 września 2019     | GFA National Training Center, Dededo | Guam            | 2:0    | 4:1      | el. do MŚ 2022               |
| 11. | 11 grudnia 2021      | Stadion Narodowy, Kallang            | Timor Wschodni  | 4:0    | 7:0      | Mistrzostwa ASEAN 2020       |
| 12. | 14 grudnia 2021      | Stadion Narodowy, Kallang            | Tajlandia       | 1:1    | 1:2      | Mistrzostwa ASEAN 2020       |
| 13. | 19 czerwca 2023      | Rizal Memorial Stadium, Manila       | Chińskie Tajpej | 2:1    | 2:3      | Mecz towarzyski              |
| 14. | 8 września 2023      | Stadion Narodowy, Kaohsiung          | Chińskie Tajpej | 1:0    | 1:1      | Mecz towarzyski              |
| 15. | 21 listopada 2023    | Rizal Memorial Stadium, Manila       | Indonezja       | 1:0    | 1:1      | el. do MŚ 2026               |
| 16. | 6 czerwca 2024       | Stadion Narodowy Mỹ Đình, Hanoi      | Wietnam         | 1:0    | 2:3      | el. do MŚ 2026               |